# Peter, Paul and Mary

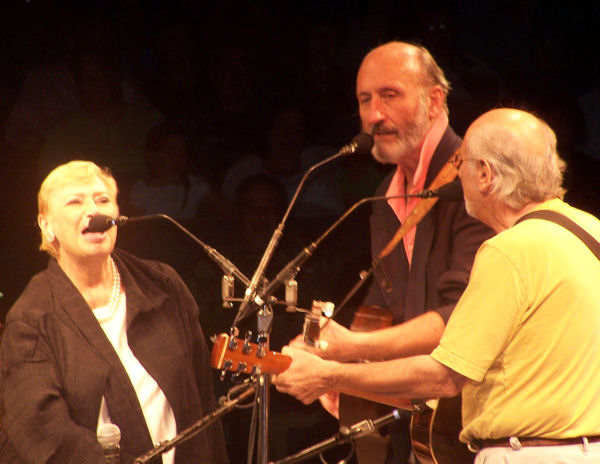
De izquierda a derecha: Mary Travers, Paul Stookey y Peter Yarrow, en una presentación el 5 de agosto de 2006 en la Westbury Music Fair, Nueva York.

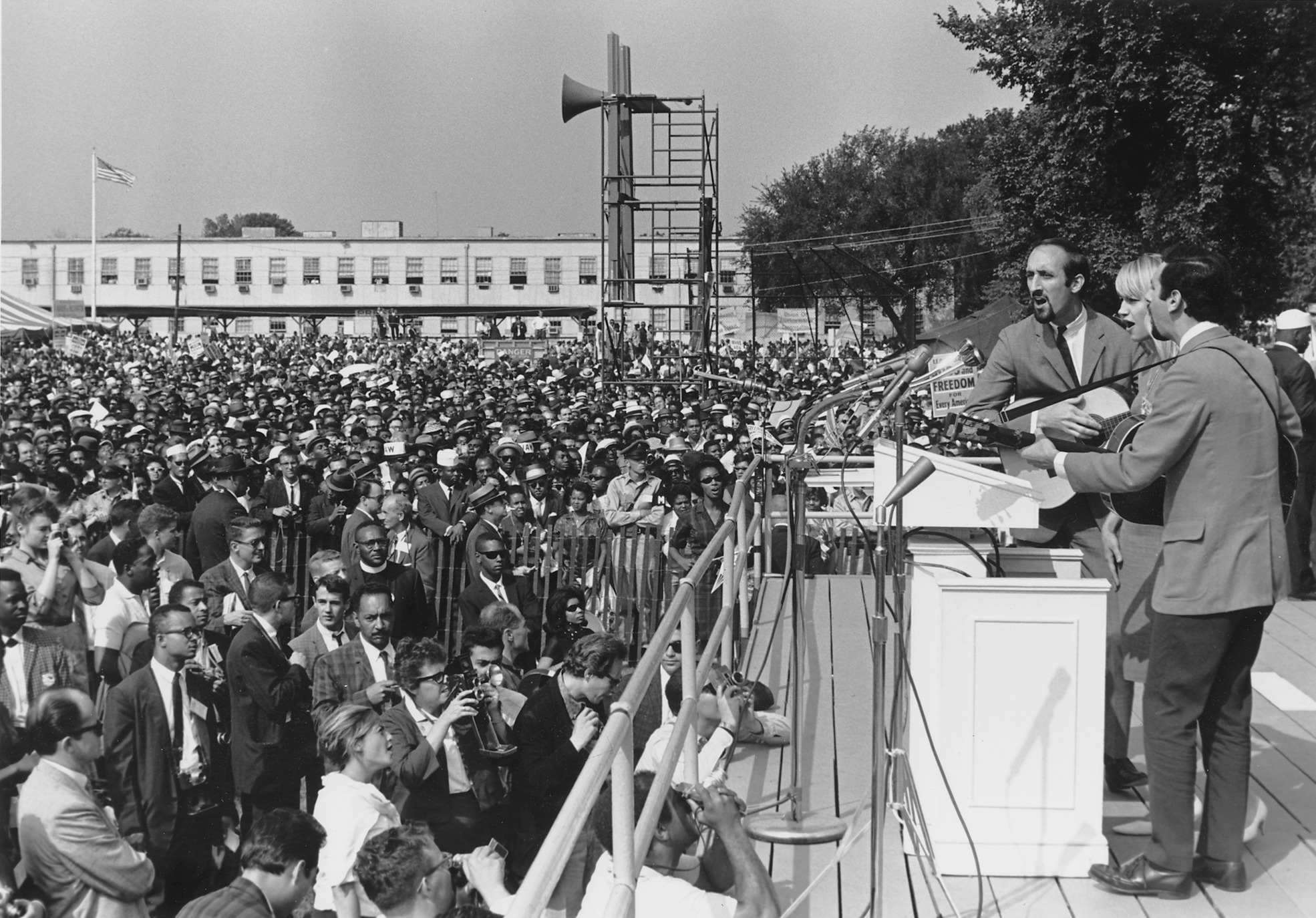
Peter, Paul and Mary en 1963, en la Marcha en Washington por el trabajo y la libertad.

Peter, Paul and Mary (también llamado PP&M) fue uno de los grupos musicales estadounidenses de música folk más exitosos de la década de 1960. Estaba compuesto por el tenor Peter Yarrow, el barítono Paul Stookey y la contralto Mary Travers.
El repertorio del grupo incluía canciones escritas por Yarrow y Stookey, las primeras canciones de Bob Dylan y versiones de otros músicos folk. Tuvieron un enorme éxito a principios y mediados de la década de 1960, con su álbum de debut encabezando las listas durante semanas, y contribuyeron a popularizar el renacimiento de la música folk. Tras la muerte de Travers en 2009, Yarrow y Stookey siguieron actuando como dúo bajo sus nombres individuales. 

## Historia
En 1962 iniciaron su carrera musical con su primer disco llamado Peter, Paul & Mary.
En las décadas anteriores de los 60s la música folk fue identificada con artistas como Woody Guthrie o Pete Seeger. Cuando Peter, Paul y Mary llegaron a la escena, para la mayoría de EE. UU., el folk era visto sólo como un derivado de la música pop que empleaba instrumentos acústicos. En esta coyuntura histórica crítica, con EE. UU. todavía recuperándose de la era de McCarthy, el Movimiento por los derechos civiles tomó forma, con la guerra fría y un espíritu naciente de activismo en el aire. 
Ningún grupo folk americano ha durado más o acumulado muchos seguidores más leales que Peter, Paul and Mary, de hecho, ningún grupo de cualquier género ha registrado más años (45) o kilómetros (incontables) de gira por actuaciones en directo.
Durante su carrera legendaria, el trío ganó cinco premios Grammy, situó13 éxitos en el top 40, 6 de los cuales subieron al top 10 - así como 8 discos de oro y 5 de platino. En 1999 fueron incluidos en el Salón de la Fama de los Grupos Vocales.

### Primeros años y popularidad (1961-1969)

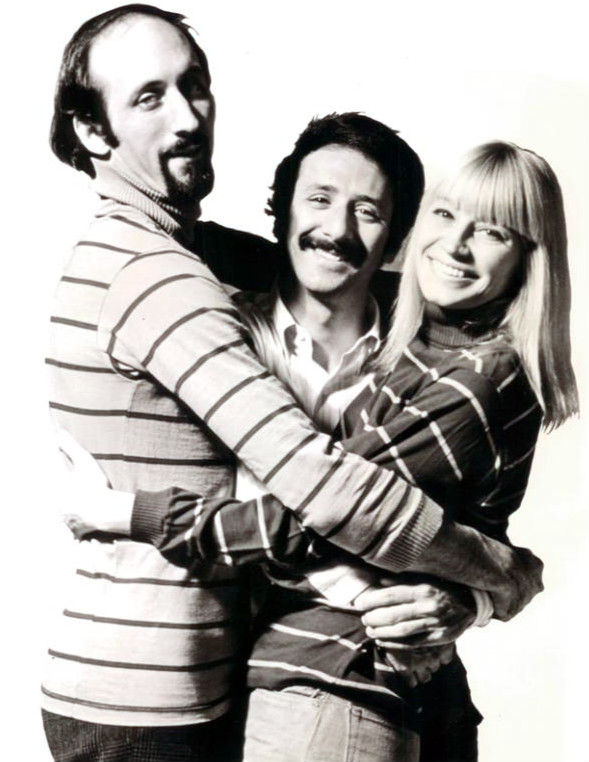
Fotografía promocional de Peter, Paul and Mary de hacia 1968.

.El mánager Albert Grossman creó Peter, Paul and Mary en 1961, tras realizar una audición a varios cantantes de la escena folk neoyorquina, entre ellos Dave Van Ronk, que fue rechazado por ser demasiado idiosincrático y poco comercial, y Carolyn Hester. Tras ensayar con Yarrow, Stookey y Travers fuera de la ciudad, en Boston y Miami, Grossman les contrató en The Bitter End, un café, club nocturno y popular local de música folk del Greenwich Village de Nueva York.
El grupo grabó su álbum de debut, llamado Peter, Paul and Mary, y fue publicado por Warner Bros. al año siguiente. Incluía "Lemon Tree", "500 Miles", y los éxitos de Pete Seeger "If I Had a Hammer" (subtitulado "The Hammer Song") y "Where Have All the Flowers Gone" (¿Dónde se han ido todas las flores?). El álbum figuró en el Billboard Top Ten durante 10 meses, incluyendo siete semanas en la posición nº 1. Siguió siendo uno de los principales éxitos de ventas del catálogo durante décadas, llegando a vender más de dos millones de copias y obteniendo la doble platino de la RIAA sólo en Estados Unidos.
En 1963 el grupo lanzó "Puff, the Magic Dragon", con música de Yarrow y letra basada en un poema que había escrito un compañero de estudios de la Cornell, Leonard Lipton. A pesar de los rumores de que la canción hace referencia a las drogas, en realidad trata sobre la inocencia perdida de la infancia. Ese mismo año, aparecieron como "invitado misterioso" en el CBS TV game show ¿Cuál es mi línea?;  Dorothy Kilgallen adivinó correctamente su identidad.
Ese año, el grupo interpretó "If I Had a Hammer" y "Blowin' in the Wind" en la Marcha sobre Washington por el trabajo y la libertad de agosto de 1963, más recordada por el discurso "I Have a Dream" de Martin Luther King Jr.. La canción de Bob Dylan "Blowin' in the Wind" fue uno de sus singles de mayor éxito.  También cantaron otras canciones de Dylan, como "Los tiempos que corren", "Don't Think Twice, It's All Right]", y "When the Ship Comes In". Su éxito con "Don't Think Twice, It's All Right" de Dylan ayudó a que el álbum de Dylan The Freewheelin' Bob Dylan subiera al top 30; había sido lanzado cuatro meses antes. En diciembre de 1969, "Leaving on a Jet Plane", escrito por el amigo del grupo John Denver, se convirtió en su único sencillo número 1 (así como en su último éxito pop en el top 40) y en el sexto sencillo de oro del grupo con un millón de ventas. El tema apareció por primera vez en su Álbum 1700, que vendió un millón de discos de platino en 1967 (que también contenía su éxito número 9 "I Dig Rock and Roll Music"). Tras la fuerte victoria de Eugene McCarthy en las primarias presidenciales de New Hampshire de 1968, el grupo grabó "Eugene McCarthy For President (If You Love Your Country)", en apoyo a McCarthy, que se publicó sin sello discográfico. "Day Is Done]", un éxito Nº 21 en junio de 1969 del álbum del trío ganador del Grammy Peter, Paul and Mommy', fue el último éxito Hot 100 que grabó el trío.

### Ruptura (1970-1978)
El trío se separó en 1970 para seguir sus carreras en solitario. Ese mismo año, Yarrow fue condenado por hacer insinuaciones sexuales a una niña de 14 años. Años más tarde, recibió el perdón presidencial de Jimmy Carter.
Durante 1971 y 1972 Warner publicó un álbum de debut en solitario, con una portada del mismo estilo, de cada miembro del grupo. Travers dio conciertos y conferencias por todo Estados Unidos. También produjo, escribió y protagonizó una serie de televisión de la BBC. Stookey formó un grupo de música cristiana, la Body Works Band, y escribió "The Wedding Song (There Is Love)" para el matrimonio de Yarrow con Marybeth McCarthy, sobrina de Eugene McCarthy. La británica Petula Clark también grabó una versión de la canción, que en 1973 se situó en las listas de éxitos del Reino Unido, Australia y otros países. Yarrow coescribió y produjo la canción Torn Between Two Lovers (nº 1, 1977), interpretada por Mary MacGregor, y obtuvo un Emmy por tres especiales de televisión de animación basados en "Puff the Magic Dragon".
Aunque el grupo se separó de facto y realizó giras por separado, se las arregló para reunirse en varias ocasiones, antes de volver a juntarse oficialmente. En 1972, el trío se reunió para Together for McGovern, un concierto en el Madison Square Garden para apoyar la campaña presidencial de George McGovern, y de nuevo en 1978 para un concierto de protesta contra la energía nuclear. A este concierto le siguió una gira de reunión en el verano de 1978. Se incluyó una actuación nocturna el 3 de septiembre en el anfiteatro Red Rocks.
Warner publicó un álbum de reunión, Reunion, en 1978. En la Guía de Discos de Christgau: Rock Albums of the Seventies (1981), Robert Christgau dijo que la decisión del grupo de versionar "Forever Young" de Bob Dylan como un "reggae rinky-dink como estos tres vejestorios significa que has sido de mediana edad y liberal desde los quince años".

### Reunión (1981-2009)
Su gira de reunión de verano de 1978 fue tan popular que el grupo decidió reunirse de forma más o menos permanente en 1981. Siguieron grabando discos y haciendo giras, realizando unos 45 conciertos al año, hasta la muerte de Travers en 2009 Tras su reunión, el contrabajista Dick Kniss (que había sido su bajista en las grabaciones de estudio y en las giras de los años 60) se volvió a unir al grupo. A partir de 1990, el multiinstrumentista Paul Prestopino también se unió al grupo.
Según la corriente de los tiempos, derivaron en una forma de cambiar las letras de sus canciones; los chicos del "Puff" se convirtieron en chicos y chicas, y el lado oscuro del "Don't Think Twice, It's All Right" se convirtió en el lado negro. Algunas de sus nuevas canciones, como "Don't Go Down To The Quarry", que critica una apuesta malvada, continúan la tradición de las canciones de protesta. El trío recibió el premio Peace Abbey Courage of Conscience el 1 de septiembre de 1990.
En 2004, a Travers se le diagnosticó leucemia, lo que provocó la cancelación de las fechas restantes de la gira de ese año. Recibió un trasplante de médula ósea. Ella y el resto del trío reanudaron su gira el 9 de diciembre de 2005, con una actuación navideña en el Carnegie Hall.
El trío canceló varias fechas de su gira del verano de 2007, ya que Travers tuvo que someterse a una segunda operación Travers no pudo actuar en la gira del trío a mediados de 2009 debido a los efectos de la leucemia, pero Yarrow y Stookey realizaron las fechas programadas como dúo, llamando al espectáculo "Peter & Paul Celebrate Mary and 5 Decades of Friendship".
El 16 de septiembre de 2009, Travers falleció a la edad de 72 años, por complicaciones de la quimioterapia, tras un tratamiento contra la leucemia Fue el mismo año en que Peter, Paul y Mary fueron incluidos en el Salón de la Fama del Hit Parade. Mary Travers dio su último concierto con Peter y Paul el  20 de mayo de 2009 en New Brunswick (Nueva Jersey).

## Discografía

### Sencillos
| Año  | Título                                  | Posición en listas | Posición en listas | Álbum                    |
| Año  | Título                                  | US Hot 100         | US AC              | Álbum                    |
| ---- | --------------------------------------- | ------------------ | ------------------ | ------------------------ |
| 1962 | "Lemon Tree"                            | 35                 | -                  | Peter, Paul and Mary     |
| 1962 | "If I Had a Hammer (The Hammer Song)"   | 10                 | -                  | Peter, Paul and Mary     |
| 1963 | "Puff (The Magic Dragon)"               | 2                  | 1                  | Moving                   |
| 1963 | "Big Boat"                              | 93                 | -                  | Moving                   |
| 1963 | "Settle Down (Goin' Down That Highway)" | 56                 | -                  | Moving                   |
| 1963 | "Blowin' in the Wind"                   | 2                  | 1                  | In the Wind              |
| 1963 | "Don't Think Twice, It's All Right"     | 9                  | 2                  | In the Wind              |
| 1963 | "Stewball"                              | 35                 | -                  | In the Wind              |
| 1964 | "Tell it on the Mountain"               | 33                 | 7                  | In the Wind              |
| 1965 | "For Lovin' Me"                         | 30                 | -                  | A Song Will Rise         |
| 1965 | "When the Ship Comes In"                | 91                 | -                  | A Song Will Rise         |
| 1965 | "Early Mornin' Rain"                    | 91                 | -                  | See What Tomorrow Brings |
| 1966 | "Cruel War"                             | 52                 | 4                  | Peter, Paul and Mary     |
| 1967 | "I Dig Rock and Roll Music"             | 9                  | -                  | Album 1700               |
| 1967 | "Too Much of Nothing"                   | 35                 | -                  | Late Again               |
| 1969 | "Day is Done"                           | 21                 | -                  | Peter, Paul and Mommy    |
| 1969 | "Leaving on a Jet Plane"                | 1                  | 1                  | Album 1700               |

### Álbumes
- 1962: Peter, Paul and Mary
- 1963: Moving
- 1963: In the Wind
- 1964: In Concert
- 1965: A Song Will Rise
- 1965: See What Tomorrow Brings
- 1966: The Peter, Paul and Mary Album
- 1967: Album 1700
- 1967: In Japan
- 1968: Late Again
- 1969: Peter, Paul and Mommy
- 1970: The Best of Peter, Paul and Mary: Ten Years Together
- 1978: Reunion
- 1983: Such Is Love
- 1986: No Easy Walk To Freedom
- 1988: A Holiday Celebration
- 1990: Flowers & Stones
- 1993: Peter, Paul and Mommy, Too
- 1995: Once Upon The Time
- 1995: PPM& (Lifelines)
- 1996: Lifelines Live
- 1998: Around the Campfire
- 1998: The Collection
- 1999: Songs of Conscience and Concern
- 2000: Don't Laugh at Me
- 2004: Carry It On
- 2004: In These Times
- 2005: The Very Best of Peter, Paul & Mary
- 2005: Platinum Collection
- 2006: Weave Me the Sunshine
- 2008: The Solo Recordings (1971-1972)

## Videografía
- 1986: Peter, Paul & Mary 25th Anniversary Concert
- 1988: Peter, Paul & Mary Holiday Concert
- 1993: Peter, Paul & Mommy, Too
- 1996: Peter, Paul & Mary: Lifelines Live
- 2004: Peter, Paul & Mary: Carry It On — A Musical Legacy